# Benben
Benben dans la mythologie égyptienne héliopolitaine représente la butte primordiale qui émergea de Noun, l'océan primordial, et sur lequel le soleil apparut pour la première fois.
La pierre benben désigne quant à elle la pierre sacrée du temple solaire d'Héliopolis sur laquelle les premiers rayons du soleil tombent.
Benben est souvent citée comme étant l'endroit où vit l'oiseau Bénou, l'incarnation de l'âme de Rê et comme le prototype possible des pyramidions coiffant les obélisques ou les pyramides.
Le mot benben, dérivé de la racine wbn « s'élever en brillant », désigne également les pyramidions en égyptien ancien. Benben est ensuite devenu un dieu dont l'incarnation était la pierre. Il protégeait le temple d'Héliopolis.